# Joseph De Grasse

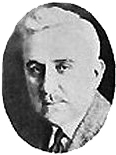
Joseph De Grasse (1915)

Joseph Louis De Grasse (* 4. Mai 1873 in Bathurst, New Brunswick, Kanada; † 25. Mai 1940 in Eagle Rock, Kalifornien, USA) war ein kanadischer Schauspieler und Filmregisseur. 
De Grasse gehörte, neben  Maurice Tourneur, John Ford und anderen, 1915 zu den Gründungsmitgliedern der Motion Picture Directors Association.

## Leben
Der in Kanada geborene De Grasse arbeitete zunächst als Journalist, bevor er sich dem Theater zuwandte und Schauspieler wurde. Zu Beginn der 1910er-Jahre drehte De Grasse seine ersten Filme als Schauspieler für Pathé. Im Jahr 1914 wechselte De Grasse, dessen jüngerer Bruder Sam De Grasse ihm in die USA gefolgt war, und ebenfalls als Schauspieler arbeitete, als Regisseur hinter die Kamera. Bei der Produktion seines ersten Films als Regisseur, der Romanze Her Bounty, arbeitete De Grasse zum ersten Mal mit seiner späteren Frau, der Drehbuchautorin und späteren Regisseurin Ida May Park zusammen. Bis zum Jahr 1917 war De Grasse der Regisseur beinahe aller Drehbücher, die Park schrieb. Mitte der 1920er-Jahre war De Grasses Karriere als Regisseur zu Ende, und er begann wieder als Schauspieler zu arbeiten. 
Joseph De Grasse, der Onkel des Kameramanns Robert De Grasse, drehte mehr als 80 Filme als Regisseur und war in mehr als 20 Produktionen als Schauspieler zu sehen. 

## Filmografie

### Regie
- 1914: Her Bounty
- 1914: The Pipes o' Pan
- 1914: A Law Unto Herself
- 1914: Virtue Is Its Own Reward
- 1914: Her Life's Story
- 1914: Lights and Shadows
- 1914: The Lion, the Lamb, the Man
- 1914: A Night of Thrills
- 1914: Her Escape
- 1915: The Sin of Olga Brandt
- 1915: The Star of the Sea
- 1915: The Measure of a Man
- 1915: The Threads of Fate
- 1915: When the Gods Played a Badger Game
- 1915: Such Is Life
- 1915: Where the Forest Ends
- 1915: Outside the Gates
- 1915: All for Peggy
- 1915: The Desert Breed
- 1915: Maid of the Mist
- 1915: A Man and His Money
- 1915: The Grind
- 1915: The Girl of the Night
- 1915: Unlike Other Girls
- 1915: An Idyll of the Hills
- 1915: The Stronger Mind
- 1915: The Heart of Cerise
- 1915: The Struggle
- 1915: One Man's Evil
- 1915: A Mountain Melody
- 1915: Simple Polly
- 1915: Vanity
- 1915: Steady Company
- 1915: Bound on the Wheel
- 1915: Betty's Bondage
- 1915: Mountain Justice
- 1915: Quits
- 1915: The Pine's Revenge
- 1915: The Fascination of the Fleur de Lis
- 1915: Alas and Alack
- 1915: A Mother's Atonement
- 1915: Lon of Lone Mountain
- 1915: The Millionaire Paupers
- 1915: Under a Shadow
- 1915: Father and the Boys
- 1915: Stronger Than Death
- 1916: Dolly's Scoop
- 1916: The Grip of Jealousy
- 1916: Tangled Hearts
- 1916: The Gilded Spider
- 1916: Bobbie of the Ballet
- 1916: The Grasp of Greed
- 1916: The Mark of Cain
- 1916: If My Country Should Call
- 1916: Felix on the Job
- 1916: The Place Beyond the Winds
- 1916: The Price of Silence
- 1917: The Piper's Price
- 1917: Hell Morgan's Girl
- 1917: The Mask of Love
- 1917: The Girl in the Checkered Coat
- 1917: A Doll's House
- 1917: Pay Me!
- 1917: Triumph
- 1917: The Empty Gun
- 1917: Anything Once
- 1917: The Winged Mystery
- 1917: The Scarlet Car
- 1918: The Fighting Grin
- 1918: A Broadway Scandal
- 1918: The Rough Lover
- 1918: After the War
- 1918: The Wildcat of Paris
- 1919: Undertow
- 1919: The Market of Souls
- 1919: Apache
- 1919: Heart o' the Hills
- 1919: His Wife's Friend
- 1920: The Midlanders
- 1920: The Brand of Lopez
- 1920: Bonnie May
- 1920: 45 Minutes from Broadway
- 1920: Nineteen and Phyllis
- 1921: The Old Swimmin' Hole
- 1922: A Tailor-Made Man
- 1923: The Girl I Loved
- 1923: Thundergate
- 1924: Flowing Gold
- 1926: The Hidden Way

### Schauspieler
- 1911: Love's Renunciation
- 1912: For His Mother's Sake
- 1912: The Squaw Man's Sweetheart
- 1912: His Wife's Old Sweetheart
- 1912: A Redman's Friendship
- 1912: A Famous Scout to the Rescue
- 1912: Jealousy on the Ranch
- 1912: The $2500 Bride
- 1913: The Pioneer's Recompense
- 1914: The Measure of a Man
- 1914: Lights and Shadows
- 1915: The Measure of a Man
- 1915: Where the Forest Ends
- 1915: The Girl of the Night
- 1916: The Undertow
- 1916: The Place Beyond the Winds
- 1918: After the War
- 1924: Ihr Junge (So Big)
- 1928: The Cowboy Kid
- 1935: The Drunkard
- 1935: The Dawn Rider
- 1936: The Adventures of Frank Merriwell